# Antraknoza zbóż

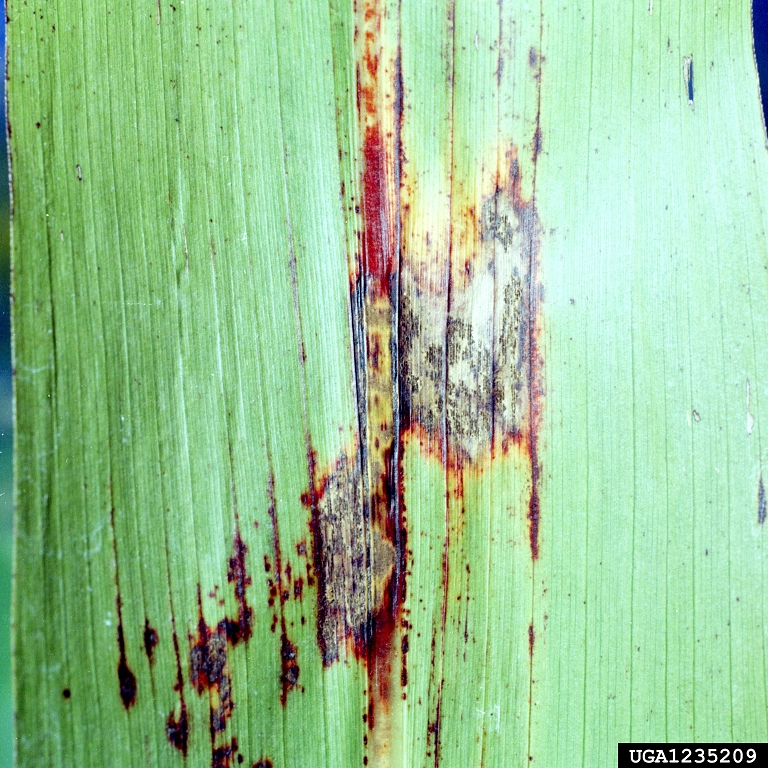
Zmiany na liściu kukurydzy

Antraknoza zbóż (ang. anthracnose of maize, leaf blight of maize) – grzybowa choroba roślin wywołana przez Colletotrichum graminicola. Atakuje głównie kukurydzę (Zea mays).

## Objawy
Antraknoza u kukurydzy może występować w postaci zarazy liści, zamierania wierzchołka lub gnicia łodyg. W fazie zarazy liściowej zmiany są nieokreślone, na liściach występują nekrotyczne obszary o kształcie od owalnego do wrzecionowatego, które mogą wydawać się nasiąknięte wodą lub chlorotyczne. Zmiany często znajdują się najpierw na dolnych liściach i mogą przejść do górnych liści. Małe, czarne, przypominające włosy struktury grzybicze zwane szczecinkami często występują w tkankach martwiczych i można je zobaczyć za pomocą soczewki ręcznej. Zmiany są często od brązowego do brązowego z żółtą do czerwonawo-brązowej obwódki. Silnie porażone liście więdną i obumierają.
Na polach, gdzie występuje zgnilizna łodyg, często obserwuje się, że część rośliny powyżej zmian przedwcześnie obumiera, dolna roślina natomiast pozostaje zielona. Ten objaw, znany jako „zamieraniem wierzchołków”, może pojawić się już od jednego do trzech tygodni po infekcji. W miarę postępu fazy gnicia łodyg rdzeń i wiązki przewodzące zanikają, zmniejszając przemieszczanie się wody do górnych liści. W przypadkach, gdy dostępność wody w glebie jest zmniejszona, górne liście mają tendencję do wysychania i obumierania z powodu zmniejszonego zaopatrzenia w wodę.
Faza gnicia łodyg zaczyna się zwykle tuż przed dojrzewaniem roślin. Zazwyczaj cała roślina umiera, a kilka węzłów zgnije. Pod koniec sezonu, gdy rośliny wykazują oznaki przedwczesnej śmierci, na powierzchni łodygi, szczególnie na dolnych międzywęźlach, pojawiają się błyszczące, czarne przebarwienia w postaci plam lub smug. Wewnętrzna tkanka łodygi może stać się odbarwiona i miękka, zaczynając od węzłów.

## Epidemiologia
Grzyb wywołujący antraknozę zimuje na resztkach kukurydzy. Jego zarodniki są rozprzestrzeniane na rosnące rośliny przez wiatr podczas deszczu. Nasilenie choroby może być zwiększone w długich okresach niskiego natężenia światła (pochmurno) i wysokiej wilgotności. Wysoki potencjał plonowania, choć pożądany, może również stresować rośliny i powodować gnicie łodyg. Dzieje się tak, ponieważ korzenie i łodygi mogą być zmuszone do ponownego wykorzystania zgromadzonych składników odżywczych, aby zapewnić ziarno, które jest głównym jej pochłaniaczem. Stresy, takie jak choroby liści, owady, susza i pochmurna pogoda zmniejszają ilość energii i składników odżywczych wytwarzanych przez roślinę w celu wypełnienia ziarna. W konsekwencji roślina musi pobierać lub kanibalizować węglowodany z łodyg i korzeni, a rośliny stają się bardziej podatne na gnicie łodyg.

## Ochrona
Rośliny poważnie uszkodzone przez fazę zgnilizny łodyg mogą zalegać na ziemi przed normalnym okresem zbiorów. Dlatego należy wcześnie rozpocząć przygotowania do zbiorów z pól skażonych tą chorobą. Chociaż wysoki koszt suszenia ziarna może być problemem przy zbiorze mokrego ziarna, koszt ten może być lepszą opcją w porównaniu z potencjalną utratą plonu z powodu zwiększonego wylegania w późniejszym okresie żniw. Ważne jest wczesne monitorowanie choroby. Poszukiwanie pierwszych jej objawów powinno odbywać się od 40 do 50 dni po zapyleniu i przed pojawieniem się czarnej warstwy. Zdrowe łodygi powinny być jędrne, a miękkie mogą być chore. Dwie metody stosowane do wykrywania zgnilizny łodyg:
- losowo wybiera się 20 roślin z pięciu różnych obszarów pola, co daje łącznie 100 roślin. Przesuwa się górną część rośliny 15–20 cm od pionu do 45° i obserwuje, czy roślina ugięła się, czy nie.
- losowo wybiera się 20 roślin z pięciu różnych obszarów pola, co daje łącznie 100 roślin. Po usunięciu dolnych liści należy uszczypnąć lub ścisnąć łodygi nad korzeniami i policzyć liczbę zwiniętych łodyg.

Jeśli 10–15% roślin jest zbyt wiotkich lub zbyt miękkich, należy rozważyć wcześniejsze zebranie plonu.
Zebranie z pola resztek pożniwnych zmniejsza inokulum patogenu w glebie. Na polach, w których wystąpiła antraknoza, należy zastosować dwuletnią zmianowość, i w następnym roku uprawiać np. soję. Przy wyborze materiału siewnego warto zdecydować się na nasiona odmian odpornych na tę chorobę. Ryzyko i nasilenie choroby zmniejsza też zwalczanie szkodników, które osłabiają kukurydzę. Ważne jest też zachowanie równowagi między nawozami azotowymi i potasowymi.
Istnieją fungicydy do zwalczania tej choroby. Opryskiwania nimi stosuje się od połowy sezonu wegetacyjnego zgodnie z instrukcją.